# Де Анджелис, Дейва
Дейва де Анджелис (итал. Deiva De Angelis, 1885, Губбио, Умбрия — 24 февраля 1925, Рим) — итальянская художница.

## Биография
Биографические сведения о художнице, особенно о её рождении и юности, всегда были неопределённы и скудны. Исследовательская работа, проведённая некоторыми потомками, внесла больше определённости, по крайней мере, в отношении её настоящего имени и дат рождения и смерти. Родилась под именем Дейва Рипосати в очень бедной семье в Пиччоне, деревушке, расположенной между Перуджей и Губбио вдоль дороги Эугубина к северо-востоку от столицы Умбрии. Переехала в Рим в начале 1900-х годов, работая сначала цветочницей, а затем моделью. Была связана с английским художником Уильямом Уолкотом (Одесса, 1874 — Лондон, 1943), она совершила с ним поездку в Европу и начала рисовать. Вернувшись в Рим, вышла замуж за апулийского адвоката Альфредо Де Анджелиса, с которым вскоре рассталась, сохранив при этом его фамилию, которую использовала в своих работах до самой смерти. Однако в римской художественной среде она также была известна под материнской фамилией Террадура. Она была представлена в римских культурных кругах художником Чиприано Эфизио Оппо и участвовала в 1913 году в Первой Международной художественной выставке римского отделения, а также в последующих - третьей и четвёртой - выставках. Антон Джулио Брагалья, поклонник и друг художницы, определил её как превосходный мужской мозг, который рисует как мужчина, и устроил первую персональную выставку Дейвы в своём "Casa d’Arte". Дейва сотрудничала с художественным журналом «Cronache d'attualità» (дословно — «Хроники текущих событий»), иллюстрируя лирику Артуро Онофри в антологическом произведении «Ариозо». Заболев раком, она оставила многие свои работы, чтобы вылечиться (причина рассеивания значительной части её работ). У неё завязались романтические отношения с художником и иллюстратором из Тревизо Бепи Фабиано, за которого она вышла замуж незадолго до своей смерти. Дейва умерла в Риме 24 февраля 1925 года.

## Избранные работы
- Ritratto, 1913

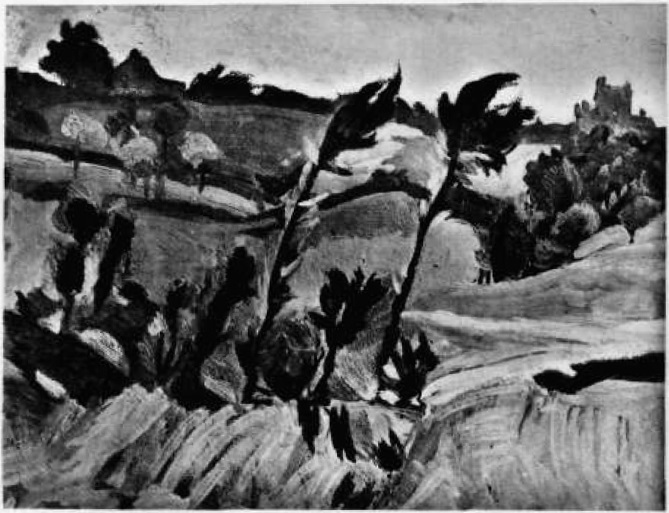
Римская сельская местность, ок. 1910—1920

- Nudo femminile, 1912, картина маслом на холсте
- Contadino, 1915
- Case, 1915
- Bottiglia tonda e bricco, 1915
- Tolette, 1915
- Paesaggio urbano, 1918
- Tetti di Roma, 1918, картина маслом на картоне
- Ciclamini, 1918—1920, картина маслом на картоне
- Autoritratto, 1922, картина маслом на холсте
- Ritratto di bambino, 1923, картина маслом на холсте

## Фильмография
- Deiva di Gianluca Sannipoli, Media Video, 2017